# Mexikansk nattskärra
Mexikansk nattskärra (Nyctiphrynus mcleodii) är en fågel i familjen nattskärror. Som namnet avslöjar är den endemisk för Mexiko där den hittas i buskiga bergsbelägna ekskogar i västra delen av landet. Liksom andra nattskärror är den svår att få syn på och upptäcks ofta genom dess läte.

## Utseende och läte
Mexikansk nattskärra är en relativt liten medlem av familjen. Liksom många andra nattskärror är fjäderdräkten kryptiskt färgad i gråbrunt och rostrött. Den är rätt ljus på ansikte och strupe, med en vit "prästkrage", vita fläckar på vingarna och en smal vit stjärtspets. På huvudet finns två huvudtofsar, "öron", som dock sällan ses i fält. Könen är lika. Lätet är ett ljudlig ihållande vissling, "preeOO".

## Utbredning och systematik
Mexikansk nattskärra delas in i två underarter med följande utbredning:
- Nyctiphrynus mcleodii mcleodii – förekommer i västra Mexiko (Chihuahua och södra Sonora i Jalisco och Colima)
- Nyctiphrynus mcleodii rayi – förekommer i ek- och tallskog i väst-centrala Mexiko (Guerrero)

## Levnadssätt
Mexikansk nattskärra hittas i buskiga bergsbelägna ekskogar där den födosöker från en sittplats på marken, bland annat ostörda vägar, eller uppe i ett träd. 

## Status
Mexikansk nattskärra är en relativt fåtalig art, med en världspopulation som understiger 50 000 vuxna individer. Den tros också minska i antal, dock inte tillräckligt kraftigt för att den ska betraktas som hotad. Internationella naturvårdsunionen IUCN listar den därför som livskraftig (LC).

## Namn
Fågelns vetenskapliga artnamn hedrar Richard Randall McLeod, amerikansk samlare av specimen i Mexiko 1883-1888 och Arizona 1898.